# رشيد بوهدوز
رشيد بوهدوز ( بالأمازيغية ⵔⴰⵛⵉⴷ ⴱⵓⵀⴰⴷⴷⵓⵣ باللاتينية Rachid Bbouhaddouz اللقب Yebba ) هو ناشط أمازيغي وسياسي مغربي، يُعرف بدفاعه المستمر عن اللغة والثقافة الأمازيغية. بصفته من الشخصيات العامة المؤثرة في الساحة السياسية والثقافية المغربية، يسعى لتعزيز حقوق الأمازيغية من خلال نشاطاته السياسية.
، ومساهماته الأدبية والنقدية، والنضال القضائي. يُعتبر بوهدوز من بين الأوائل الذين يدافعون بقوة عن استخدام اللغة الأمازيغية في الحياة العامة في المغرب، وهو أيضًا من الشخصيات التي لعبت دورًا محوريًا في العديد من القضايا البارزة المرتبطة ب الهوية الأمازيغية.

## الحياة المهنية والسياسية

### نشاطه في حزب الأصالة والمعاصرة وحركة "أكراو من أجل الأمازيغية"
رشيد بوهدوز هو المنسق الوطني لحركة "أكراو من أجل الأمازيغية" داخل حزب الأصالة والمعاصرة، وهي حركة تسعى إلى تعزيز حقوق اللغة الأمازيغية في المغرب. تسعى الحركة إلى جعل اللغة الأمازيغية جزءًا أساسيًا من السياسات الحكومية وتنفيذ الاعتراف الدستوري بها كلغة رسمية. يدعو بوهدوز إلى استخدام اللغة الأمازيغية في الإدارة والتعليم والإعلام لتحقيق المساواة اللغوية والثقافية.
بالإضافة إلى كونه المنسق الوطني لأكراو، يشغل بوهدوز عضوية المجلس الوطني لحزب الأصالة والمعاصرة. وقد انتخب مؤخراً رئيساً للجنة الأمازيغية داخل الحزب.

### نشاطه في المجال الاقتصادي
إلى جانب نشاطه السياسي، يشغل بوهدوز منصب المدير التنفيذي لشركة "ريفميديكال" التي تعمل في مجال الأجهزة والمعدات الطبية. كما يدير بوهدوز شركة "ليبيكابرود" المتخصصة في الانتقال الرقمي والديجيتال.

### تحرير أول شيك بالأمازيغية
في ديسمبر 2019، أعلن رشيد بوهدوز عن قيامه بتحرير ودفع أول شيك بنكي مكتوب بالكامل بحروف "تيفيناغ"، الحروف المستخدمة في اللغة الأمازيغية، وذلك في إطار التفعيل العملي للطابع الرسمي للغة الأمازيغية في المغرب. تم صرف الشيك دون أي مشاكل من البنك، حيث عبّر بوهدوز عن سعادته عبر وسائل التواصل الاجتماعي، مشيرًا إلى أن هذه الخطوة تعتبر الأولى من نوعها في المغرب.
في تصريحاته الإعلامية، أشار بوهدوز إلى أنه لم يكن يتوقع صرف الشيك بسهولة وكان مستعدًا لاتخاذ إجراءات قانونية في حال تم رفضه. وقد أكد على ضرورة اتخاذ مبادرات مماثلة في مختلف القطاعات لتعزيز حضور اللغة الأمازيغية في الحياة اليومية، معتبرًا أن المجتمع المدني يجب أن يتحمل جزءًا من المسؤولية في تفعيل رسمية الأمازيغية، خاصة مع بطء تنفيذها من قبل المؤسسات الرسمية.
لقيت هذه المبادرة تفاعلًا كبيرًا من النشطاء والأمازيغ على وسائل التواصل الاجتماعي، حيث اعتبرها الكثيرون خطوة مهمة نحو تعزيز اللغة الأمازيغية في المجالات الرسمية والمعاملات البنكية بالمغرب.

### الدعوى القضائية ضد مسلسل "فتح الأندلس"
في عام 2022، رفع رشيد بوهدوز دعوى قضائية ضد الشركة الوطنية للإذاعة والتلفزة المغربية بسبب مسلسل "فتح الأندلس". اعتبر بوهدوز أن المسلسل يشوه التاريخ المغربي ويقدم القائد الأمازيغي طارق بن زياد كقائد مشرقي، مما يسهم في طمس الهوية الأمازيغية. وقد أثارت هذه القضية جدلًا واسعًا في المجتمع المغربي حول تمثيل الأمازيغية في الأعمال الفنية والتاريخية. انتهت القضية بحكم قضائي بعدم الاختصاص، لكنها سلطت الضوء على ضرورة حماية الهوية التاريخية والثقافية للأمازيغ من التزييف الإعلامي.

### الدعوى القضائية ضد إلياس المالكي
في أكتوبر 2024، تقدم رشيد بوهدوز، المنسق الوطني لحركة "أكراو من أجل الأمازيغية" وعضو حزب الأصالة والمعاصرة، بدعوى قضائية ضد المدون إلياس المالكي، بمشاركة عبد الواحد درويش و13 شخصية أمازيغية بارزة. جاءت هذه الخطوة كرد فعل على تصريحات وصفها بوهدوز بأنها "تحرّض على الكراهية والتمييز العنصري"، حيث انتشرت تلك التصريحات على وسائل التواصل الاجتماعي وأثارت غضب النشطاء الأمازيغ. أوضح بوهدوز أن الهدف من التحرك هو مواجهة خطاب الكراهية، مشددًا على ضرورة إصدار قوانين تجرّم التمييز وتحمي القيم الديمقراطية والتعايش السلمي بين مكونات المجتمع المغربي.

## الإسهامات الثقافية والأدبية

### النقد الأدبي
رشيد بوهدوز ليس فقط ناشطًا سياسيًا، بل هو أيضًا كاتب ومساهم في النقد الأدبي، خاصة في مجال الأدب الأمازيغي. من خلال مقالاته، يناقش بوهدوز التحديات التي تواجه الأدب الأمازيغي ويسعى لتطوير النقد الأدبي في هذا المجال. يرى بوهدوز أن الأدب الأمازيغي يعكس الهوية الثقافية للشعب الأمازيغي ويجب أن يتم دعمه من خلال النقد الأدبي الجاد الذي يحترم خصوصيات التراث الأمازيغي.

### مقالاته الأدبية
كتب رشيد بوهدوز العديد من المقالات في الصحف والمجلات المغربية. من بين مقالاته الشهيرة: "فخ الإحصاء"، حيث يناقش دور التصنيفات الإحصائية في التأثير على الهوية الثقافية؛ و"ربع قرن من تامغرابيت"، الذي يسلط الضوء على التحديات التي واجهتها الهوية المغربية المختلطة خلال 25 عامًا؛ و"تحديات النقد الأدبي في الأدب الأمازيغي"، الذي يناقش فيه كيفية تطوير الأدب الأمازيغي ليصبح أكثر انتشارًا على المستوى العالمي.

## مواقفه السياسية والاجتماعية
رشيد بوهدوز يُعد من الأصوات البارزة في الدفاع عن الأمازيغية كجزء لا يتجزأ من الهوية المغربية. يسعى بوهدوز إلى توسيع نطاق استخدام اللغة الأمازيغية في مختلف المؤسسات الحكومية، ويعمل بشكل مستمر على التأثير في السياسات العامة التي تضمن إدماج الأمازيغية بشكل كامل في الحياة اليومية للمغاربة. يدعم بوهدوز بشدة جعل "إيض يناير"، رأس السنة الأمازيغية، عطلة وطنية رسمية، وقد أُعلن بالفعل عن دسترتها في المغرب، مما يعكس جزءًا من نضاله المستمر لتحقيق المزيد من الحقوق الثقافية واللغوية للأمازيغ. إضافةً إلى ذلك، يشتهر بوهدوز بدعمه القوي لقيم التنوير والليبرالية والمساواة، كما يرفض العنف والتطرف بشدة
، ويشجع على تعزيز الحوار والانفتاح بين مختلف الثقافات والمجتمعات.

## نشاطه داخل حزب الأصالة والمعاصرة
رشيد بوهدوز هو شخصية بارزة ةمثيرة للجدل داخل حزب الأصالة والمعاصرة في المغرب. يشغل عضوية المجلس الوطني للحزب وله دور مهم في الدفع نحو المصالحة الداخلية وتوحيد الصفوف في أوقات شهد فيها الحزب بعض الصراعات الداخلية. كما يشغل عضوية كل من المكتبين الإقليمي للحزب في الناظور والجهوي في الجهة الشرقية، حيث يساهم في توجيه السياسات المحلية للحزب وتعزيز دوره في المنطقة.
إلى جانب دوره في الحزب، يعتبر بوهدوز من الشخصيات التي ساهمت في صياغة ميثاق الأخلاقيات السياسية داخل الحزب، حيث دعا إلى تعزيز الشفافية والنزاهة في العمل السياسي. يرى بوهدوز أن هذا الميثاق يعد خطوة أساسية لضمان المصداقية والاحترافية داخل الحزب، وهو ما يسهم في استقرار الحزب ويعزز من توجهاته المستقبلية.
في سياق أنشطته السياسية، تم انتخاب بوهدوز مؤخرًا رئيسًا للجنة المكلفة بملف الأمازيغية، وهي خطوة مهمة تعكس الثقة التي يوليها الحزب له في قضايا الهوية واللغة، التي تعتبر من القضايا المحورية في المغرب.

## الاهتمامات السياسية
بالإضافة إلى نشاطه الثقافي، يتمتع رشيد بوهدوز بحضور قوي في الساحة السياسية المغربية. من خلال مساهماته في حزب الأصالة والمعاصرة، يركز بوهدوز على قضايا الإصلاح السياسي وتعزيز دور الشباب والمرأة في الحياة العامة. كتب العديد من المقالات التي تناقش التحديات السياسية في المغرب، بما في ذلك مقالته الشهيرة "البام .. بين المستقبل والشرعية"، حيث دعا إلى تحديث الخطاب السياسي داخل الحزب وتبني برامج سياسية تعكس تطلعات المواطنين، مع الحفاظ على التوازن بين التقليد والحداثة. كما يُعرف بنقده للتحالفات السياسية التي يعتبرها غير متسقة مع مبادئ الحداثة والديمقراطية، خاصة تلك التي تشمل التيارات الإسلامية.

## أثره على المجتمع الأمازيغي
يُعتبر رشيد بوهدوز شخصية بارزة في المجتمع الأمازيغي، إذ يجمع بين النشاط السياسي والكتابة الأدبية والترافع القضائي للدفاع عن حقوق الأمازيغ. من خلال مشاركته في القضايا القانونية ودعمه للثقافة الأمازيغية، يُعد بوهدوز رمزًا للنضال من أجل تحقيق المساواة الثقافية واللغوية في المغرب.

## انتخابه رئيسًا للهيئة الوطنية لمراقبة الإنتاج السمعي البصري والفني
في 4 يناير 2023، تم انتخاب رشيد بوهدوز رئيسًا للهيئة الوطنية لمراقبة الإنتاج السمعي البصري والفني (INCPAA). تهدف الهيئة إلى مراقبة وتحسين جودة الإنتاجات السمعية البصرية والفنية، وضمان احترامها للهوية والثقافة المغربية، والتعددية اللغوية والثقافية، والمساواة. كما تهدف الهيئة إلى حماية حق المواطن في متابعة إنتاجات تتوافق مع القيم الحضارية والقانونية للمملكة المغربية.

## مقالاته
نشر رشيد بوهدوز عدة مقالات تناقش قضايا ثقافية وسياسية، من أبرزها:
1. في الحاجة إلى التنوير - يناقش الحاجة إلى نشر الوعي الثقافي والفكري في المجتمع. رابط المقال
2. تمزيغ الأحزاب أو تأسيس حزب أمازيغي؟ - يناقش التحديات والفرص التي تتيحها تأسيس أحزاب أمازيغية في السياسة المغربية. رابط المقال
3. بوهدوز: الأمازيغية قوة واستقرار - يناقش كيف تسهم اللغة والثقافة الأمازيغية في تعزيز القوة والاستقرار الاجتماعي والسياسي في المغرب. رابط المقال

1. البام ورهان التفعيل الشامل للأمازيغية - يناقش التحديات التي تواجه حزب الأصالة والمعاصرة في تطبيق الأمازيغية في كافة مجالات الحياة. رابط المقال
2. الأمازيغية وحكومة المونديال - يناقش دور الأمازيغية في السياسة والحكومة في سياق الأحداث الدولية. رابط المقال
3. الأمازيغية أو الطوفان: رسالة إلى من يهتم - رسالة إلى المجتمع المغربي حول أهمية الحفاظ على الثقافة الأمازيغية. رابط المقال
4. العلمانية في المغرب: فاظمة تسن ربي، رب - يناقش مفهوم العلمانية في المغرب وتأثيرها على المجتمع والسياسة. رابط المقال
5. حكومة الموندial - يناقش دور الحكومة المغربية في الأحداث الرياضية الدولية وتأثيرها على السياسة الداخلية. رابط المقال

1. الصحراء-المغربية والهوية الأمازيغية - يتناول فيها العلاقة بين الهوية الأمازيغية وقضية الصحراء المغربية.[30]
2. الأمازيغية أو الطوفان - يناقش فيها أهمية الحفاظ على اللغة والثقافة الأمازيغية كجزء أساسي من الهوية المغربية. رابط المقال
3. بوهدوز: الأمازيغية قوة واستقرار - يناقش فيها كيف تسهم اللغة والثقافة الأمازيغية في تعزيز القوة والاستقرار الاجتماعي والسياسي في المغرب.[31]
4. العلمانية في المغرب.. - يستعرض فيها مفهوم العلمانية وتطبيقاتها المحتملة في السياق المغربي. رابط المقال
5. عودة ترامب والمغرب… - يتناول فيها تأثير عودة دونالد ترامب إلى الساحة السياسية على العلاقات المغربية الأمريكية. رابط المقال
6. فخ الإحصاء - يستعرض تأثير الإحصاءات على الهوية الثقافية.[32]
7. ربع قرن من تامغرابيت - يناقش التحديات التي تواجه الهوية المغربية.[33]
8. ميثاق الأخلاقيات السياسية - يقدم رؤيته حول الشفافية والنزاهة في السياسة.[34]
9. مدونة الأسرة: رؤية مغربية - يناقش دور مدونة الأسرة في تطوير المجتمع المغربي.[35]
10. المصالحة والإنصاف في الأصالة والمعاصرة - يناقش دور المصالحة في تطوير الحزب.[36]
11. البام .. بين المستقبل والشرعية - يطرح تساؤلات حول التحديات السياسية داخل الحزب.[37]
12. لما لا يدرس المغاربة بلغاتهم الأم؟ - يسلط الضوء على أهمية التعليم باللغات الأم.[38]
13. تحديات النقد في الأدب الأمازيغي - يتناول التحديات النقدية في الأدب الأمازيغي.[39]
14. بين لقجع والعماري - يعرض رؤيته حول القضايا القيادية المغربية.[40]
15. حينما ينهزم المثقف أمام الراقصة - يناقش دور المثقف في المجتمع.[41]
16. بوجلود .. من مهرجان تقليدي إلى كرنفال عالمي - يستعرض تطور هذا المهرجان الأمازيغي.[42]
17. عودة إلياس العماري - يناقش الأثر السياسي لعودة إلياس العماري.[43]
18. كنت إرهابيا أو كدت - يقدم رؤيته حول محاربة التطرف وتجربته الشخصية.[44]
19. السنة الأمازيغية.. احتفاء بالهوية وتجديد للصلة بالأرض - يناقش فيها أهمية الاحتفال بالسنة الأمازيغية كوسيلة لتعزيز الهوية والتواصل مع الأرض.[45]
20. النقد الأدبي الأمازيغي - يتناول فيها دور النقد الأدبي في تطوير الأدب الأمازيغي والتحول من الشفوية إلى التدوين.[46]
21. الذاكرة والتاريخ في الأدب الأمازيغي: مقاربات ورؤى - يستعرض فيها توظيف الذاكرة والتاريخ في الأدب الأمازيغي من خلال ندوة علمية.[47]
22. تحركنا لم يكن موجهاً ضد المالكي شخصياً بل ضد خطاب الكراهية - يوضح فيها موقفه من الدعوى القانونية المقدمة ضد إلياس المالكي.[48]

## خاتمة
رشيد بوهدوز هو شخصية بارزة في الساحة الثقافية والسياسية المغربية، يسعى إلى تعزيز مكانة اللغة والثقافة الأمازيغية كجزء لا يتجزأ من الهوية الوطنية. من خلال أنشطته السياسية، الثقافية، والقانونية، أسهم بوهدوز في دفع عجلة الاعتراف الفعلي بالأمازيغية كلغة رسمية وفي تفعيل حضورها في الحياة العامة. سواء عبر تحرير أول شيك بالأمازيغية، أو مقالاته الناقدة، أو مواقفه المدافعة عن الحقوق الثقافية، يظل بوهدوز رمزًا للنضال من أجل العدالة اللغوية والثقافية في المغرب، معززًا بذلك قيم التنوع والانفتاح في المجتمع المغربي.